# ピアノ三重奏曲
ピアノ三重奏曲（ピアノさんじゅうそうきょく）は、西洋音楽における室内楽曲の形態の1つ。通常はピアノ、ヴァイオリン、チェロの三重奏による楽曲を指す。一般にソナタと同じ構成を持つ複数楽章から成る楽曲が「ピアノ三重奏曲」と名付けられる。すなわち、急-緩-舞-急の4楽章または急-緩-急の3楽章から成っていて、第1楽章がソナタ形式となっているのが基本的な形である。

## 歴史
前史として、大バッハと同時代（後期バロック）のフランスの作曲家ラモーの「コンセール形式によるクラヴサン曲集」は、鍵盤楽器と高音旋律楽器（通常はヴァイオリンまたはフルート）とヴィオラ・ダ・ガンバ（音域はチェロに近い）という編成で、古典派初期のピアノ三重奏曲と比べても各楽器の独立性が高く、これをピアノ三重奏曲の萌芽と考えることもできる。
ソナタ形式が確立した以降では、ヴァイオリン・ソナタと同じく、本来の形はピアノ・ソナタにチェロとヴァイオリンのオブリガートが附くという慣習であった。ハイドンの初期の作品などは、ヴァイオリンとチェロのパートがピアノとユニゾンの部分も多かった。
ヴァイオリンとチェロをピアノと同等の価値を与えて発展が進んだのはベートーヴェンの作品など19世紀初頭になってからである。
ロマン派の時代にはヴァイオリンがロマンティックなメロディーを奏するのに適しているという理由で、多くの聴きやすいサロン風トリオが多作された。第二次大戦後にはロマンティックな属性の回避のためにこの編成が極度に嫌われたが、1970年代の新ロマン主義の台頭と共にこの編成が見直されてきた。現在ではトリオ・フィボナッチ（Trio Fibonacci）などの団体によってこのジャンルの復興が進められている。
ロシアにおいてこのジャンルは故人への追悼曲として書かれることが多かった。グリンカによる「悲愴三重奏曲」と名付けられたピアノ三重奏曲を皮切りに、チャイコフスキーが「ある偉大な芸術家の思い出に」を作曲。以降はアレンスキー、ラフマニノフ、ショスタコーヴィチなどに受け継がれていった。
現在では、弦楽四重奏曲と並んで室内楽曲としては最も重要な編成である。一方で、弦楽四重奏が常設の団体によるものが大半であるのに対し、ピアノ三重奏はソリストによる臨時の編成が大半であるという違いがある。

## 主な作曲家と作品
（生年順）
- F・J・ハイドン - 48曲
- モーツァルト - 6曲
- ベートーヴェン - 番号付きが7曲（第7番『大公』が有名）、番号なしが5曲、未完が3曲。このほか他人による編曲が1曲。
- フンメル - 9曲
- シュポーア - 5曲
- シューベルト - 2曲（第1番変ロ長調D.898 (op.99)、第2番変ホ長調D.929 (op.100)）
- メンデルスゾーン - 2曲（第1番ニ短調、第2番ハ短調）+未出版1曲
- ショパン - 1曲
- シューマン - 3曲
- フォルクマン - 2曲
- ラフ - 4曲
- フランク - 4曲
- ラロ - 3曲
- スメタナ - 1曲
- ブラームス - 3曲
- ボロディン - 1曲
- サン＝サーンス - 2曲
- チャイコフスキー - 『偉大な芸術家の思い出に』
- ドヴォルザーク - 4曲（第4番『ドゥムキー』が有名）
- リムスキー＝コルサコフ - 1曲
- フォーレ - 1曲
- フィビフ - 2曲
- ヤナーチェク - 1曲
- ショーソン - 1曲
- マルトゥッチ - 2曲
- アレンスキー - 2曲（第1番ニ短調op.32が有名）
- ドビュッシー - 1曲
- シベリウス - 1曲
- ルクー - 1曲
- ラフマニノフ - 2曲（どちらも『悲しみの三重奏曲』の標題を持つ）
- ラヴェル - 1曲
- ブリッジ - 2曲
- ヴィラ＝ロボス - 3曲
- マルティヌー - 3曲
- ショスタコーヴィチ - 2曲（第1番ハ短調op8、第2番ホ短調op67）
- 矢代秋雄 - 1曲（大学の卒業作品）

## 通常の編成以外のピアノ三重奏曲
クラリネット、ヴィオラ、ピアノ
クラリネット三重奏曲と呼ばれることが多い。
- モーツァルト - ケーゲルシュタット・トリオ 変ホ長調 K.498
- シューマン - 「おとぎ話」Op.132（1853年）
- ブルッフ - 8つの小品 Op.83
- ライネッケ - 三重奏曲 変ロ長調 Op.264

クラリネット、チェロ、ピアノ
- ベートーヴェン - ピアノ三重奏曲第4番 変ロ長調 Op.11「街の歌」
- ブラームス - クラリネット三重奏曲 イ短調 Op.114

クラリネット、ヴァイオリン、ピアノ
- バルトーク - コントラスツ
- ミヨー - 組曲 Op.157b
- ハチャトゥリアン - 組曲
- ストラヴィンスキー - 兵士の物語

クラリネット、ファゴット、ピアノ
- グリンカ - 「悲愴三重奏曲」　※通常の編成でも演奏可

オーボエ、ファゴット、ピアノ
- プーランク - 三重奏曲（1926年）

ヴァイオリン、ヴィオラ、ピアノ
- メンデルスゾーン - 三重奏曲ハ短調（遺作）

フルート、チェロ、ピアノ
- ウェーバー - フルート、チェロとピアノのための三重奏曲 Op.63

## 類似の形式を持つ楽曲
- 交響曲
- 独奏協奏曲
- 独奏ソナタ
  - ピアノソナタ
  - ヴァイオリンソナタ
  - チェロソナタ
  - フルートソナタ
  - クラリネットソナタ
- 弦楽四重奏曲
- ピアノ四重奏
- ピアノ五重奏